# 中西真貴
中西 真貴（なかにし まき、1980年8月11日 - ）は、日本のフリーアナウンサー。圭三プロダクション所属。

## 来歴
鹿児島県鹿児島市出身。國學院大學卒業。高等学校の教員免許を有している（教科：国語、書道一種）。
大学を卒業後、2003年に鹿児島テレビ (KTS) に入社。同期の戸越亜希子、上片平健とともに同局のアナウンサーになる。
入社翌年の2004年から7年間、土曜夕方のローカル情報番組『ナマ・イキVOICE』の司会を務めた。番組卒業間際には、同番組の東北新幹線ロケから戻る最中に東京で東日本大震災に遭遇した。
また在籍中、2005年12月1日（鹿児島県の地上デジタル放送開始1年前）から2011年7月24日まで同局の地上デジタル放送推進大使を務めた。鹿児島県内の他局では、担当アナウンサーの人事異動や退社などによって一度は大使が入れ替わっているが、中西は唯一就任からアナログ放送終了まで大使を務めた。
2012年3月いっぱいで鹿児島テレビを退社し、圭三プロダクションに所属。以後はフリーアナウンサーとして活動する傍ら、エフエムナックファイブ (FM NACK5) のニュースアナウンサーも務めていた。

## 担当番組

### テレビ番組
- ナマ・イキVOICE（鹿児島テレビ） - 司会（2004年 - 2011年3月）
- ぐっとグッドかごしま（鹿児島テレビ）[3]
- KTSスーパーニュース（鹿児島テレビ） - 「newsサプリ」担当[3]、キャスター（2011年3月28日 - 2012年3月[4]）
- 2時ドキッ!（鹿児島テレビ） - グルメリポーター
- 岡三投資ナビ（三重テレビ） - キャスター
- 報道ライブ インサイドOUT 寺島実郎の「未来先見塾」〜週刊寺島文庫〜（BS11） - アシスタント（2016年4月8日 - ）
- 港区広報トピックス（J:COM 港・新宿） - リポーター
- こんにちは荒川区（マイチャンネルあらかわ） - キャスター（2018年4月2日[6] - ）

### ラジオ番組
- 夕焼けSHUTTLE（FM NACK5） - 日替わりアシスタント[5]（2013年11月5日 - 2014年3月25日）